# Division z.V.

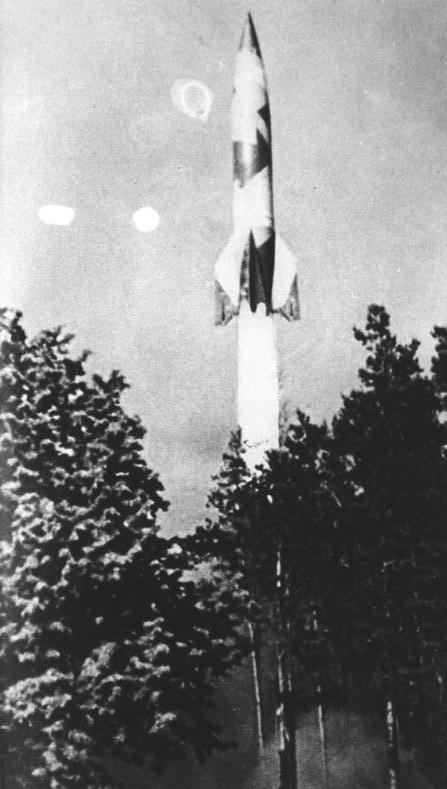
Start einer V2 aus einem Waldstück bei Den Haag

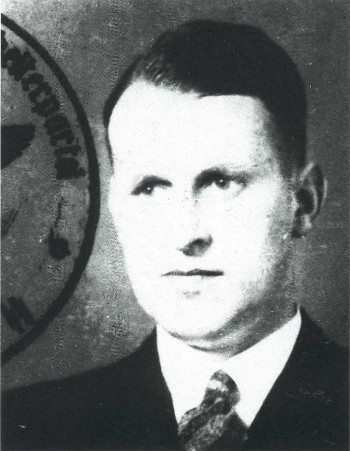
Hans Kammler

Die Division z.V. (Division zur Vergeltung) war ein deutscher militärischer Großverband am Ende des Zweiten Weltkriegs. Zuständig war der Verband für den Einsatz von Fernwaffen wie der V2 und später auch der V1. Er bestand zu einem Teil aus Wehrmachtssoldaten und zu einem Teil aus Soldaten der Waffen-SS. Hinzu kamen zivile Techniker. Das Kommando hatte der SS-Obergruppenführer Hans Kammler inne. 

## Geschichte
Bis zum Attentat vom 20. Juli 1944 auf Adolf Hitler unterstand die V2-Waffe der Wehrmacht. In der Folge wurde Heinrich Himmler zum Chef der Heeresrüstung und Befehlshaber des Ersatzheeres ernannt. Damit unterstanden ihm auch die Raketenwaffen. Himmler bestimmte im August 1944 Hans Kammler zum Sonderbevollmächtigten für die A4-Angelegenheiten. 
Letzterer beanspruchte nicht nur die Zuständigkeit für die Produktion, sondern auch für den Einsatz der Raketen. In etwa gleichzeitig gingen die Abschussanlagen in Frankreich durch den Vormarsch der Alliierten in Folge der Landung in der Normandie verloren. Nach der Eroberung von Paris wurde diese Stadt neben der britischen Hauptstadt London zu einem der wichtigsten Ziele der Raketenwaffe. 
Anfang September 1944 gliederte sich die Einheiten zum Einsatz der V2 in: 
1. Gruppe Nord
- Artillerie-Abteilung 485
- Lehr- und Versuchsbatterie 444
- SS-Werfer-Batterie 500

2. Gruppe Süd
- Artillerie-Abteilung 836

Die Division z.V. war zuständig für den Einsatz der V2. Der Sitz der Division war zunächst in Haaksbergen. Von der Gruppe Nord wurden seit dem 7. September erste Raketen auf London und Paris abgeschossen. Kurze Zeit später begann die Gruppe Süd mit Angriffen auf Mons und Lille. Zwischen Kammler und Himmler auf der einen Seite und der Wehrmacht auf der anderen Seite kam es zu Kompetenzstreitigkeiten. Dabei behielt die SS die Oberhand. Die alleinige Leitung lag seither bei Kammler.
Der Versuch die Raketen gegen die vorrückenden alliierten Truppen selbst einzusetzen, erwies sich als wenig effektiv. Auf Befehl Hitlers wurde die V2 seit Oktober 1944 nur noch gegen London und Antwerpen eingesetzt. Als weitere Waffen-Systeme kamen zwei Hochdruckpumpen (V3) bei der Artillerie-Abteilung 785 in Trier sowie die vierstufige Rakete Rheinbote der Artillerie-Abteilung (mot.) 709 hinzu. Diese wurde vor allem gegen Antwerpen abgeschossen. Die V3 wurde gegen Luxemburg eingesetzt. Mit dem Vordringen der Alliierten wurden die Fernwaffen immer weiter nach Osten verlegt. 
Im Januar 1945 wurde noch das Flak-Regiment 155 der Wehrmacht mit V1 Marschflugkörpern der Division unterstellt. Mit der Bildung des Armeekorps z.V. im Februar 1945 befanden sich alle Fernwaffeneinheiten unter dem Kommando Kammlers. 
Die Division gliederte sich nunmehr in:
- Artillerie-Abteilung 485 (V2)
- Lehr- und Versuchsbatterie 444 (V2)
- SS-Werfer-Batterie 500 (V2)
- Artillerie-Abteilung 836 (V2)
- Artillerie-Abteilung 705 (V3)
- Artillerie-Abteilung (mot.) 709 (Rheinbote)
- Flak-Regiment 155 (W) (V1)

Mitte Februar 1945 endete der Einsatz der V3. Dagegen sollten die V2 Einheiten verstärkt werden. In diesem Zusammenhang kam es zu Umbenennungen bisheriger Teileinheiten. Letztlich kam es auf Grund der Gesamtlage nicht mehr zu einer Verstärkung. Der letzte Abschuss einer V2 erfolgte im März 1945. Kurze Zeit später wurde auch die letzte V1 abgefeuert. Anfang April 1945 befahl Hitler keinen Sprengstoff mehr für die Fernwaffen zur Verfügung zu stellen. Es begann noch der Umbau der Division in eine Panzergrenadiereinheit. Dies kam aber nicht mehr zum Abschluss.

## Kriegsverbrechen und Ende
Der Stab der Division lag nach Feststellung des Arnsberger Landgerichts von 1957/58 seit September oder Oktober 1944 im sauerländischen Suttrop. Kammler baute in dieser Zeit die Position der SS weiter aus, indem Führungspositionen wie die des Ia mit Leuten der Waffen-SS besetzt wurden. Auch das Divisionsgericht bestand aus Angehörigen der SS. Zwischen den Angehörigen der Wehrmacht und denen der SS bestanden Spannungen. Die Soldaten der Wehrmacht hatten ein ständiges Gefühl der Überwachung und Bedrohung. Von Angehörigen des Stabes wurden auf Befehle Kammlers während des Massakers im Arnsberger Wald im März 1945 208 Zwangsarbeiter ermordet. Später wurde der Stab noch in das Gebiet des heutigen Niedersachsen verlegt. Um nicht in die Hände der Roten Armee zu geraten, ergab sich die Division am Ende des Krieges nach voraus gegangenen Verhandlungen den Amerikanern.